# تری‌پتاسیم فسفات
تری‌پتاسیم فسفات (به انگلیسی: Tripotassium phosphate) با فرمول شیمیایی K۳PO۴ یک ترکیب شیمیایی با شناسه پاب‌کم ۶۲۶۵۷ است. که جرم مولی آن 212.27 g/mol می‌باشد. شکل ظاهری این ترکیب، پودر سفید آب شونده است.